# Cessna Citation Excel
Citation Excel (Model 560XL) je sredje veliko reaktivno poslovno letalo, ki ga je predstavila Cessna v 1990ih. Excel spada v družino Citation, na podlagi Excela so razvili novejše modele Citation XLS in Citation XLS+.
Poganjata dva majhna turboventilatorska motorja Pratt & Whitney Canada PW500

## Specifikacije (Citation XLS+)
Podatki iz Cessna Citation XLS+ web site
Splošne karakteristike
- Posadka: 2
- Število sedežev: 9 potnikov (največč=
- Dolžina: 52 ft 6 in (16,0 m)
- Razpon kril: 56 ft 4 in (17,17 m)
- Višina: 17 ft 2 in (5,23 m)
- Teža praznega letala: 12800 lb (5086 kg)
- Uporaben tovor: 7400 lb (4077 kg)
- Maks. vzletna teža: 20200 lb (9163 kg)
- Pogon letala: 2 × Pratt & Whitney Canada PW545C turbofan, 4119 lb (18,32 kN) vsak

 Zmogljivost 
- Potovalna hitrost: 441 vozlov (815 km/h)
- Doseg: 1858 nm i (3441 km)
- Višina leta: 45000 ft (13716 m)
- Hitrost vzpenjanja: 3500 ft/min (17,78 m/s)